# Luftflotte 2
Luftflotte 2 foi um dos corpos aéreos da Luftwaffe durante a Segunda Guerra Mundial. Formado no dia 1 de Fevereiro de 1939 a partir do Luftwaffengruppenkommando 2 em Braunschweig. No dia 15 de Novembro de 1941 foi enviado para a Itália. Foi dispensado no dia 27 de setembro de 1944.

## Oberbefehlshaber
| Comandante                                           | Data                                           |
| ---------------------------------------------------- | ---------------------------------------------- |
| General Hellmuth Felmy                               | 1 de Fevereiro de 1939 - 12 de Janeiro de 1940 |
| Generalfeldmarschall Albert Kesselring               | 12 de Janeiro de 1940 - 11 de Junho de 1943    |
| Generalfeldmarschall Wolfram Freiherr von Richthofen | 12 de Junho de 1943 - 27 de Setembro de 1944   |

## Chef des Stabes
- Oberst Heinz von Wühlisch, 1 de Fevereiro de 1939 - 30 de Setembro de 1939
- Oberst Josef Kammhuber, 1 de Outubro de 1939 - 19 de Dezembro de 1939
- GenMaj Wilhelm Speidel, 19 de Dezembro de 1939 - 30 de Janeiro de 1940
- Oberst Gerhard Bassenge, 30 de Janeiro de 1940 - 31 de Julho de 1940
- Oberst Hans Seidemann, 5 de Outubro de 1940 - 11 de Agosto de 1942
- GenMaj Paul Deichmann, 25 de Agosto de 1942 - 25 de Junho de 1943
- Oberst Thorsten Christ, Junho de 1943 - Setembro de 1943
- GenLt Ernst Müller, 1 de Outubro de 1943 - Setembro de 1944

## Bases do QG
| 1 de Fevereiro de 1939 - 1 de Setembro de 1939 | Braunschweig                                  |
| 1 de Setembro de 1939                          | para Münster (also there 10.5.40)             |
| 17 de Julho de 1940 - Maio de 1941             | Bruxelas                                      |
| Maio de 1941                                   | Warzaw-Bielany (também em 1 de Julho de 1941) |
| Outubro de 1941                                | Smolensk                                      |
| 1 de Dezembro de 1941 - Setembro de 1943       | Frascati (Roma)                               |
| Setembro de 1943 - Outubro de 1943             | Malcesine                                     |
| Outubro de 1943 - 27 de Abril de 1944          | Abano Terme, perto de Padua                   |
| 27 de Abril de 1944 - 20 de Julho de 1944      | Salsomaggiore                                 |
| 20 de Julho de 1944 - Setembro de 1944         | Malcesine                                     |

## Ordem de Batalha
Controlou as seguintes unidades durante a guerra:
- Verbindungsstaffel/Luftflotte 2 (W.34), 2.41 - 10.41
- Kurierstaffel/Luftflotte 2 (He 111)
- Luftwaffenkommando Südost, 1.1.43 - 10.3.43
- Komm. General der Deutschen Luftwaffe in Italien, 12.41 - 9.44
- I. Fliegerkorps, 15.5.40 - end.8.40
- II. Fliegerkorps, 7.40 - 12.43
- IV. Fliegerkorps, 10.39 - 7.40
- VIII. Fliegerkorps, 10.39 - 13.5.40, 6.41 - 7.41 e entre 28.9.41 - 12.41
- IX. Fliegerkorps, 10.40 - 5.41
- X. Fliegerkorps, 10.39 - 4.40 e 12.41 - 9.3.43
- Fliegerkorps Tunis, 2.43 - 5.43
- Luftlandekorps Student, 5.40
- Ital. Fliegerkorps (CAI), 9.40 - 4.41
- 2. Flieger-Division, 11.42 - 1.44 e 7.44 - 9.44
- 3. Flieger-Division, 2.39 - 10.39
- 4. Flieger-Division, 2.39 - 10.39
- 9. Flieger-Division, 23.5.40 - 10.40
- 1. Nachtjagd-Division, 17.7.40 - 21.3.41
- Fliegerführer 2, 7.43 - 5.44
- Fliegerführer Afrika, 11.41 - 2.43
- Fliegerführer Sardinien, 7.43
- Jagdfliegerführer 1, 1.40 - Winter 41/42
- Jagdfliegerführer 2, 1.40 - 5.41
- Jagdfliegerführer Oberitalien, 7.43 - 9.44
- Jagdfliegerführer Sizilien, 7.43
- Luftgau-Kommando II, 5.41 - 12.41
- Luftgau-Kommando VI, 10.37 - 21.3.41
- Luftgau-Kommando XI, 2.39 - 21.3.41
- Luftgau-Kommando Belgien-Nordfrankreich, 6.40 - 5.41
- Luftgau-Kommando Holland, 5.40 - 5.41
- Luftgau-Kommando Griechenland,
- Feldluftgau-Kommando XXVIII, 6.43 - 9.44
- Luftgaustab z.b.V. 2, 6.41 - 11.41
- Luftgaustab z.b.V. 6, 4.40 - 6.40
- Luftgaustab z.b.V. 11, 4.40 - 6.40
- Luftgaustab z.b.V. 20, 6.41 - 11.41
- II. Flakkorps, 10.39 - 12.40 and 9.41 - 11.41
- 19. Flak-Division, 8.42 - 5.43
- 20. Flak-Division, 11.42 - 5.43
- 25. Flak-Division, 4.44 - 9.44
- Flak-Brigade VII, 11.41 - 8.42
- 17. Flak-Brigade, 3.43 - 4.44
- 22. Flak-Brigade, 5.43 - 10.43
- Luftnachrichten-Regiment 2
- Luftnachrichten-Regiment 12
- Luftnachrichten-Regiment 22